# Franz Maurer
Franz Maurer, właśc. Franciszek Maurer (ur. 1953 w Krakowie, zm. 2020 w Warszawie) – fikcyjna postać i główny bohater filmów sensacyjnych Psy (1992), Psy 2. Ostatnia krew (1994) oraz Psy 3. W imię zasad (2020) w reżyserii Władysława Pasikowskiego. Jest również jednym z głównych bohaterów powieści sensacyjnej Psy 2.5. W imię miłości (2020), której akcja umieszczona jest pomiędzy drugą, a trzecią częścią.
W jego rolę wcielił się Bogusław Linda. Jest to jeden z najbardziej rozpoznawalnych bohaterów w polskiej kinematografii, wiele kwestii Maurera przeszło do języka potocznego.

## Życiorys

### Życie prywatne
Porucznik Franciszek Maurer, przez kolegów nazywany „Franz” urodził się w 1953 prawdopodobnie w Krakowie. Skończył tamże studia prawnicze w 1978 z wyróżnieniem, potem podjął pracę w resorcie spraw wewnętrznych oraz w „bezpiece”. W tamtym czasie poznał mechanika Olgierda Żwirskiego ps. Olo, z którym zaprzyjaźnił się. Poślubił córkę wiceszefa MSW — Milenę Kurzepę, która opuściła go i wyjechała z dzieckiem do USA. W 1980 Franz zastrzelił swojego kolegę ze studiów kpt. Witolda Nowakowskiego, który zabił żonę i groził, że zrzuci swą córkę z dachu, jeśli władze nie podwyższą płacy o dodatkowe 2200 zł i nie zarejestrują wolnych związków zawodowych w resorcie. Na koncie miał 31 nagan i 18 pochwał (w tym dwie na wniosek szefa MSW Rosyjskiej Federacyjnej Socjalistycznej Republiki Radzieckiej), ponadto trzy razy groziło mu dyscyplinarne zwolnienie ze służby, jednak dzięki kontaktom Franza w MSW wszystkie te zwolnienia cofnięto. Ma brata mieszkającego w Auckland.

### Psy (1992)
Na początku 1990 Franz, podobnie jak inni byli pracownicy „bezpieki”, przechodzi weryfikację, by nowe władze ustaliły, czy dana osoba może zostać przeniesiona do nowych służb państwowych (UOPu bądź reaktywowanej policji), czy musi odejść z pracy. Kilka dni wcześniej Franz i jego koledzy z SB wraz z ich dowódcą kapitanem Tadeuszem Stopczykiem palili akta na wysypisku śmieci. Następnie dostaje od Ola bliską umorzeniu sprawę córki księdza, Andżeliki Wenz, która przebywa w domu dziecka. Franz postanawia się nią zaopiekować. Podczas libacji na stołówce do Stopczyka przychodzi młody policjant, podporucznik Waldemar „Nowy” Morawiec, który potem doniósł przełożonemu Stopczyka — majorowi Walendzie — o próbie palenia kolejnych akt. Wieczorem Franz i jego grupa znowu jedzie palić dokumenty operacyjne. Nowy czaił się i robił zdjęcia esbekom, kiedy to zostaje przyłapany i pobity przez Ola.
Większość esbeków z grupy Franza, podobnież jak on sam, Stopczyk i Walenda, przechodzą weryfikację pomyślnie i zostają przyjęci do wydziału kryminalnego policji. Jedynie Olo zostaje bez pracy. Nowym przełożonym Franza i jego kolegów zostaje major Stanisław Bień, który organizuje atak na szajkę przemytników samochodów i amfetaminy złożoną z dawnych funkcjonariuszy wschodnioniemieckiego Stasi. Okazuje się, że mafia byłego oficera bezpieki z Lublina — majora Grossa — ma zamiar zabić Niemców i przejąć pieniądze. W dowodzonej przez "Nowego" akcji giną  „Dziadek” i „Student” (który po części doprowadził do zorientowania się przez przemytników o tym, że czyha na nich policja). „Kazek” i „Jerzyk” oprócz ran dostają ataku szału, „Młody” ciężko ranny leży w szpitalu. Franz akurat wtedy poszedł zadzwonić do Andżeli i było za późno, aby udzielił pomocy kolegom. Z tego powodu "Nowy" wpadł w szał i usiłował zaatakować Franza krzesłem w szpitalu. Zostaje jednak powstrzymany przez Bienia i składa na Franza raport, przez który zostaje on odsunięty od śledztwa.
Franz postanawia działać na własną rękę i schwytać przestępców samemu. Próbuje wciągnąć w to Ola, domyśla się, że ma on kontakty z mafiozami i może pomóc mu ich złapać. Od niego Franz dowiaduje się o niejakim „Chemiku” — farmaceucie, którego bracia Słaby (producenci narkotyków) i konkurencyjna im grupa Grossa chcą przejąć do produkcji amfetaminy. Franz z Nowym ponownie wsadzają Chemika do więzienia. Do Franza przyjeżdża adwokat jego żony z USA, by pomóc mu odsprzedać jej dom. Franz i Andżela przenoszą się do niewielkiego mieszkania. Po odwiedzinach Ola Andżelika opuszcza Franza i przenosi się do niego. Niedługo potem przyznaje się Franzowi do związku z jego przyjacielem. Gangsterzy próbują zabić Maurera gdy wraca do mieszkania. Nowy postanawia mu pomóc, jednak wpada pod samochód i ranny zostaje przewieziony do szpitala. Franz odkrywa, że za wyciągnięciem Chemika stoi prokurator Nawrocki. Przyjeżdża do kliniki w której Nawrocki przebywa, a następnie, torturując go, wyciąga z niego informacje, że wyciągnięcie Chemika zlecili mu Olo i Gross. Franz za samowolne działania traci pracę w policji, jest zmuszony oddać legitymację i pistolet. Podczas odwiedzin Nowego w szpitalu ten decyduje się kontynuować walkę z gangsterami za Franza. Nową broń — AKS — Maurer zdobywa od swojego kolegi Radosława Wolfa — i postanawia raz na zawsze rozprawić się z Grossem i Olem. Podczas spotkania gangu z rosyjskim nabywcą towaru Franz zabija Grossa a później Ola. Próbuje popełnić samobójstwo, jednak nie ma już naboi. Zostaje osadzony w więzieniu i zrywa kontakty z Andżelą.

### Psy 2. Ostatnia krew (1994)
Cztery lata po Psach, Franz zostaje wypuszczony z więzienia za pieniądze brata. Spotyka się z odbierającym go z więzienia Nowym, u którego początkowo mieszka, a także z Wolfem, który brał udział w wojnie w Jugosławii. Wolf zostaje na lotnisku złapany przez Bienia jako podejrzany o popełnianie zbrodni wojennych i werbunek do serbskiej armii. Franz przesłuchiwany w tej sprawie w charakterze świadka postanawia nie wydać kolegi, który w podzięce zaprasza go na wódkę. Franz zakochuje się w Nadii – Jugosłowiance, którą Wolf kupił w Sarajewie, a następnie kupuje ją od niego za skrzynkę Johnniego Walkera. Po wyjściu z więzienia zostaje skierowany do pracy w  hucie, ale zostaje wyrzucony, gdyż brał udział w bójce z hutnikami planującymi strajk odmawiając im współuczestniczenia.
Wolf znajduje mu nowego pracodawcę, rosyjskiego dyplomatę Sawczuka, który był z Wolfem na wojnie w Jugosławii i zajmuje się przemytem broni dla każdej walczącej strony. Pierwszym zadaniem zleconym przez Sawczuka jest przewiezienie karabinów Kałasznikowa, które mają trafić do Jugosławii. Jednakże oprócz Franza i Wolfa jest potrzebna jeszcze trzecia osoba. Franz postanawia zaangażować przeniesionego do drogówki Nowego, który bierze urlop. Tymczasem Nadia zdradza Franza z Wolfem, o czym dowiaduje się Nowy. Podczas przystanku auto z karabinami zostaje porwane. Franz znajduje złodziei i zostawia ich nagich w lesie. W międzyczasie kontaktuje się ze Stopczykiem i Walendą aby ustalili kim jest tak naprawdę Sawczuk i współpracujący z nim Sarzyński. Jednakże sekretarka Stopczyka mająca akta Sarzyńskiego znika w tajemniczych okolicznościach, przez co Stopczyk przeniesiony zostaje do Olsztyna, a Walenda przechodzi na przymusową emeryturę.
Następnym zadaniem Franza jest wyjazd do Terespola aby odebrać 21 milionów dolarów, które winni Sawczukowi są miejscowi Rosjanie dowodzeni przez Jakuszyna, który również zna Wolfa z wojny. Franz nawiązuje nić porozumienia z jednym z gangsterów – Ganzem. Podczas powrotu Rosjanie atakują „Ogórek” Nowego. Wolf każe Franzowi skakać i uciec z pieniędzmi. Samochód Nowego koziołkuje i psuje się w pobliżu opuszczonej cementowni. Nowy zostaje obezwładniony, Wolf ucieka, zaś Franz zaczyna ich szukać. Jakuszyn postanawia zaszantażować Wolfa – jeśli nie odda Rosjanom pieniędzy, zabiją Nowego. Wolf przejmuje Ganza i wydłubuje mu oko nożem. Zostawia przy tym Nowego na pastwę losu, w wyniku czego ten traci prawy kciuk. Franz postanawia uratować kolegę i zabija Jakuszyna i jego podwładnych.
Maurer zaczyna mieć wątpliwości co do pracy dla Sawczuka. Dochodzi do wniosku, że Sawczuk po prostu zarabia na ofiarach wojny w sposób bezwzględny, a Wolf oszukuje go myśląc w podobny sposób, na dodatek uprawiając seks z Nadią. Skłania go to, aby powstrzymać Sawczuka i transport broni. Przynosi Nowemu premię od Sawczuka za utratę zdrowia i prosi go, żeby zostawił zabijanie innych jemu.
Franz odkrywa potem, że Wolf będzie wiózł broń pociągiem. Dopada go i dzwoni do Nowego, by policjanci zrobili blokadę na torach. Niestety Nowy zostaje zatrzymany przez Bienia, przekupionego przez Sawczuka. Franz wyrzuca z pociągu maszynistę i wdaje się w wymianę ognia z Wolfem. Po strzelaninie znajduje ich Nadia. Zawożą Wolfa do lekarza — weterynarza. Franz postanawia rozprawić się z Sawczukiem, którego zabija w hotelu, ale zostawia 100 dolarów na jego pogrzeb. Za resztę pieniędzy wylatuje z Nadią do brata w Nowej Zelandii.

### Psy 2.5: W imię miłości (2020)
Akcja powieści osadzona jest w 1995.